# Dynamo-Stadion (Ufa)
Das Dynamo-Stadion ist ein Fußballstadion in der russischen Stadt Ufa. Es bietet Platz für 5.350 Zuschauer und diente dem FK Ufa, der sonst im Neftjanik-Stadion spielt, in der Saison 2014/15 als Heimstätte.

## Geschichte

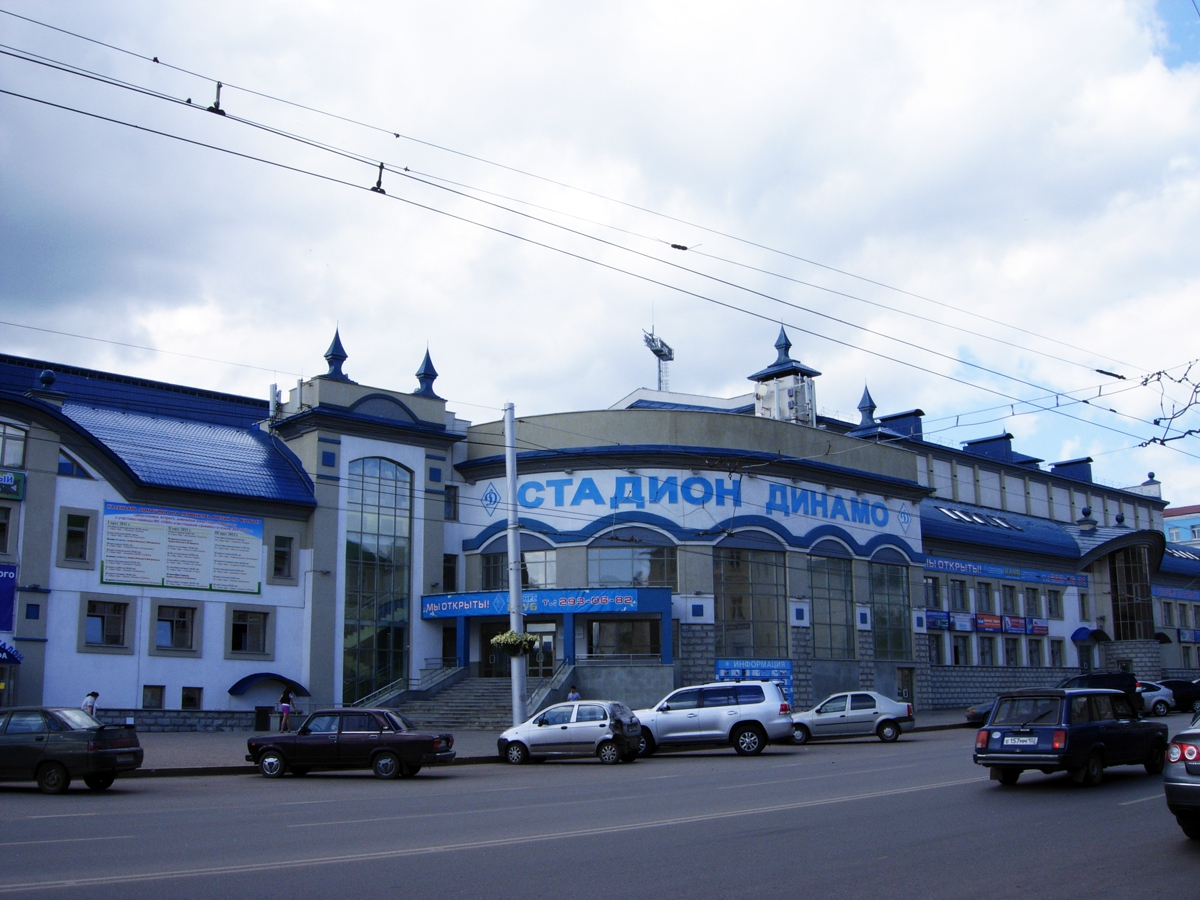
Außenansicht

Das Dynamo-Stadion in Ufa, einer Stadt mit heutzutage etwas mehr als einer Million Einwohnern und Hauptstadt der Region Baschkortostan im östlichen Teil des europäischen Russland, wurde in den Jahren 1930 bis 1934 erbaut und in letztgenanntem Jahr feierlich eröffnet. Ab 1947 wurde es von dem Fußballklub FC Neftjanik Ufa als Austragungsort für Heimspiele im Fußballsport genutzt. Der Verein spielte lange Jahre in der zweithöchsten Spielklasse des sowjetischen Fußballs, der Sprung in die Erstklassigkeit blieb ihm aber verwehrt. 2006 wurde Neftjanik Ufa aufgelöst, vier Jahre darauf erfolgte die Neugründung eines Fußballklubs in der Millionenstadt unter dem Namen FK Ufa. Dieser begann auch, das Dynamo-Stadion für Heimspiele als Austragungsort zu nutzen. Und der neu gegründete Verein erlebte einen steilen Aufstieg. Dank finanziell durchaus gesitteter Verhältnisse schaffte man nur vier Jahre nach Vereinsgründung den erstmaligen Aufstieg in die Premjer-Liga, Russlands erste Fußballliga. Damit bekommen die Besucher des Dynamo-Stadions genau achtzig Jahre nach der Fertigstellung der Sportstätte das erste Mal Erstligafußball zu sehen. Allerdings weicht der Verein gelegentlich ins Swesda-Stadion von Amkar Perm aus, wenn Spiele der Premjer-Liga anstehen, in denen mit höherem Zuschauerandrang zu rechnen ist.
Heute bietet das Dynamo-Stadion in Ufa Platz für 5.350 Zuschauer und war damit das kleinste Stadion der russischen Eliteliga. In Anbetracht der Größe der Stadt Ufa ist jedoch ein Ausbau der Arena angedacht, für den Fall, dass sich der FK Ufa in der ersten Liga etablieren sollte. Bereits früher passten schon einmal bedeutend mehr Schaulustige in die Arena, bei Renovierungsarbeiten im Jahr 2007 fiel jedoch ein Großteil der Kapazität der Modernisierung zum Opfer. Allerdings ist auch zu betrachten, dass der Fußball in Ufa zur damaligen Zeit völlig stillstand, man benötigte also auch kein großes Stadion. Gespielt wird im Dynamo-Stadion im Übrigen auf Kunstrasen.